# Kyrylo Trylovskyj
Kyrylo Trylovskyj, cyrilicí Кирило Трильовський (6. května 1864 Bohutyn – 16. října 1941 Kolomyja), byl rakouský politik ukrajinské (rusínské) národnosti z Haliče, na počátku 20. století poslanec Říšské rady.

## Biografie
V době svého působení v parlamentu je profesně uváděn jako advokát v Kolomyji.
Pocházel z rodiny duchovního. Patřil mezi zakladatele Ukrajinské radikální str.. Působil jako publicista a novinář. Spoluzakládal organizaci Sič. V roce 1913 se stal poslancem Haličského zemského sněmu.
Působil také coby poslanec Říšské rady (celostátního parlamentu Předlitavska), kam usedl ve volbách do Říšské rady roku 1907, konaných poprvé podle všeobecného a rovného volebního práva. Byl zvolen za obvod Halič 56. Zvolen byl i v obvodu Halič 55, tam po volbách rezignoval a nahradil ho Mykola Lahodynskyj. Mandát obhájil v obvodu Halič 56 i ve volbách do Říšské rady roku 1911.
V době svého působení na Říšské radě je uváděn coby člen Ukrajinské národně demokratické strany. Po volbách roku 1907 byl na Říšské radě nezařazeným poslancem, po volbách roku 1911 členem klubu Ukrajinské parlamentní zastoupení.
Po vypuknutí první světové války se stal členem Ukrajinské národní rady. Po válce, během krátké existence Západoukrajinské lidové republiky, působil jako člen Ukrajinské národní rady této republiky. Po její porážce odešel do emigrace do Vídně. Do vlasti se vrátil roku 1927. Do politiky už se nezapojil a pracoval jako advokát v Hvizdci.